# ينس ليند
ينس ليند (بالدنماركية: Jens Lind) هو أخصائي فطريات وعالم نبات دنماركي، ولد في 1 مارس 1874 في Nykøbing Mors ‏ في الدنمارك، وتوفي في 4 أكتوبر 1939.